# خوراک مختصر گروهی

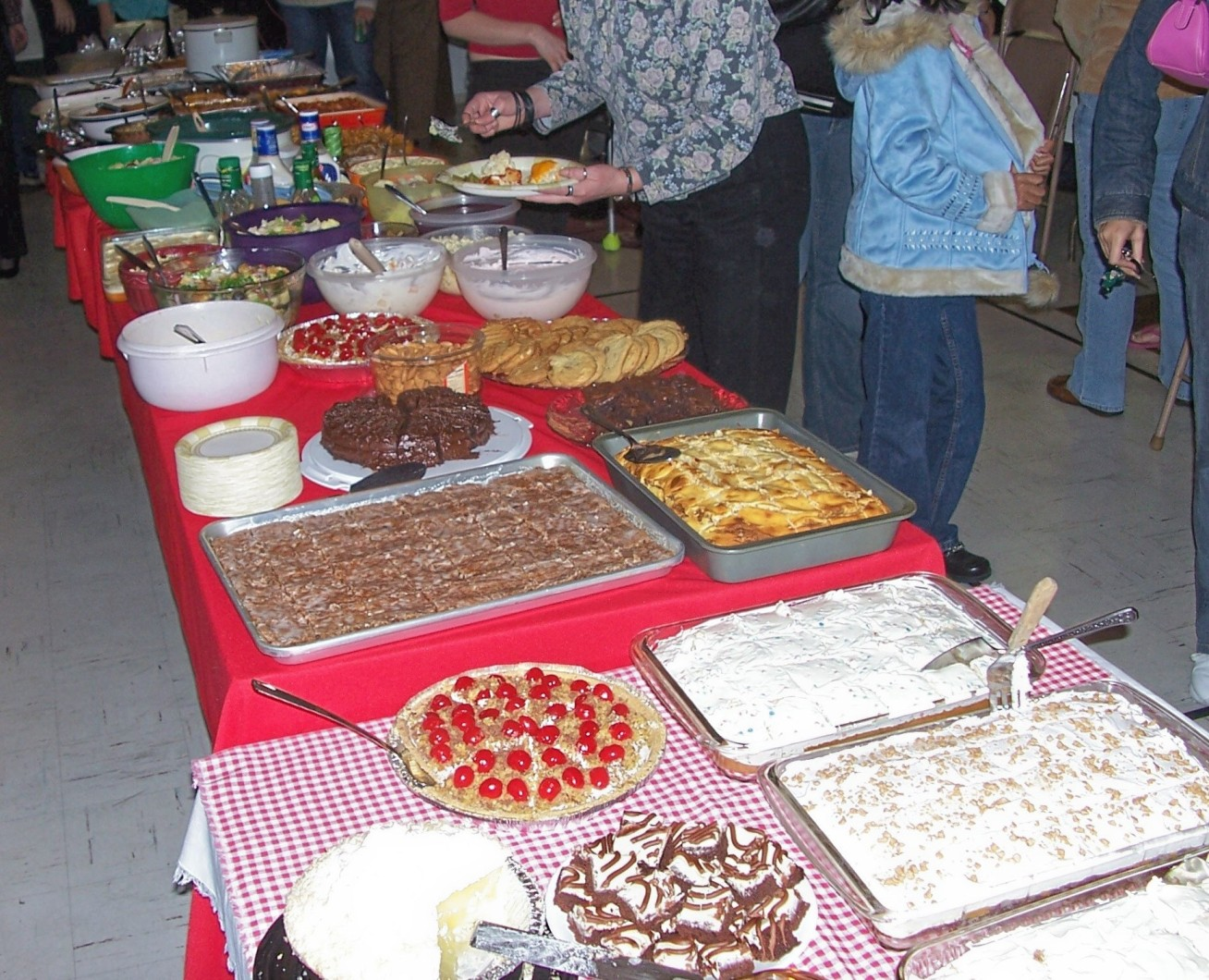
مجموعه‌ای از مواد غذایی در یک میز با خوراک مختصر گروهی.

قابلمه شانسی که با عبارتهای دیگری مانند خوراک اشتراکی هم قابل توصیف است، نوعی از گردهمایی می باشد که در آن مهمان، در مورد غذایی که سهم وی خواهد شد باید روی شانس خود حساب کند زیرا اطلاعی در مورد نوع، طعم و کیفیت غذا از قبل موجود نیست. غذای این نوع گردهمایی توسّط خود مهمانان تأمین می شود و معمولاً برخی مهمانان یک قابلمه (یا ظرفی دیگر) از مواد غذایی اغلب در خانه تهیه شده را با خود همراه می‌آورند و با دیگران به اشتراک می‌گذارند.

## ریشه‌شناسی
در انگلیسی این کلمه از تلفیق دو کلمۀ «شانس» و «قابلمه» (pot-luck) ساخته شده است. این کلمه در قرن ۱۶ به معنی «مواد غذایی ارائه شده به صورت غیرمنتظره یا ناخوانده، (خوراک) شانس مهمان» به کار رفته‌است.

## توضیحات

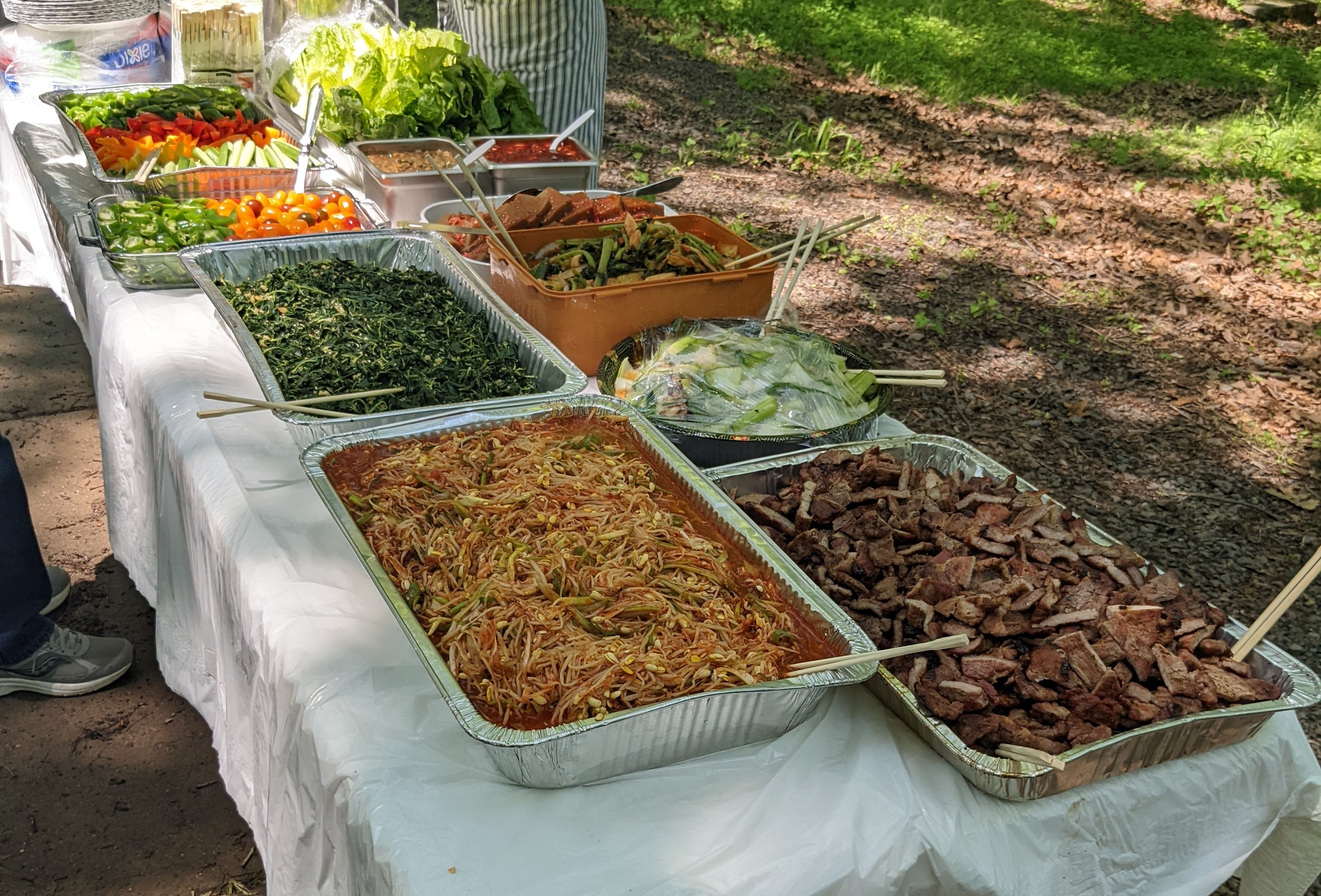
مجموعه‌ای دیگر از مواد غذایی در یک میز با خوراک مختصر گروهی.

مهمانی غذای مختصر هر نوع مهمانی است که در آن وظیفه تأمین خوراک تنها به عهده میزبان نیست و میهمانان هر کدام بنابر سلیقه و توان خود بخشی از غذای مهمانی را با خود به همراه می‌آورند. در مهمانی‌هایی که توسط سازمان‌های مذهبی یا جوامع محلی بر پا می‌شوند این شیوه رایج است. تنها قاعده غیررسمی در این زمینه این است که مقدار غذا یا ظرف غذا به اندازه کافی بزرگ باشد که برای بخشی از مهمانان کافی باشد. گاه مهمانان از پیش توافق می‌کنند که غذای مشابه بیاورند اما در بیشتر مواقع تنوع غذا وجود خواهد داشت. علاوه بر غذای اصلی، ممکن است سالاد، دسر و نوشیدنی نیز همراه مهمانان آورده شود.